# ديفون (مغني)
ديفون هو مغني كندي، ولد في 1963 في إنجلترا في المملكة المتحدة.